# Charlotte Seither

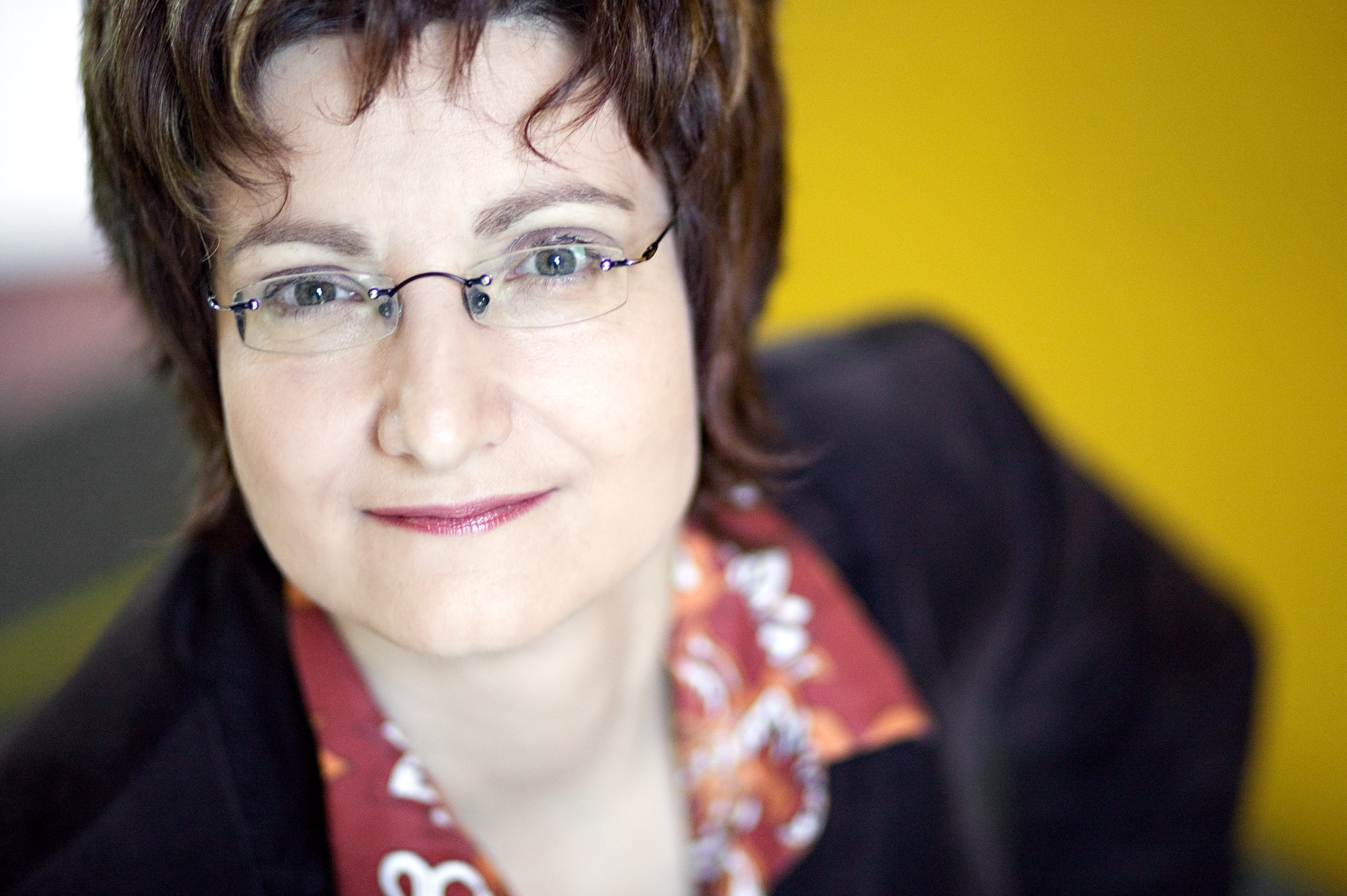
Charlotte Seither (2007)

Charlotte Seither, född 1965 i Landau in der Pfalz i Tyskland, är en tysk kompositör.
Charlotte Seither studerade komposition, piano, germanistik och musikvetenskap i Hannover och Berlin och promoverades för filosofie doktorsgrad. Hon har varit Artist in residence vid Cité Internationale des Arts Paris (1999), i Palazzo Barbarigo Venedig (1993), vid Akademie Schloss Solitude (1995/2008), Civitella Ranieri i Italien (2012) och Villa Aurora Los Angeles (2000). Hon var under ett år stipendiat vid Villa Massimo i Rom (Tyska akademien).
Seither har medverkat vid många musikevenemang och deltagit som jurymedlem vid musiktävlingar. Hon har mottagit ett stort antal priser och utmärkelser.
Hennes musik kännetecknas av att ett mycket begränsat tonmaterial används, att det förekommer glissandon, mikrotoner, inslag av fraktaler med mera.

## Verk

### Sceniska verk
- anderes/selbst, opera (1998–2000)

### Orkester- och ensembleverk
- Language of Leaving för orkester och 12 stämmgrupper fritt efter Francesco de Lemene (2012/13)
- Fünf Stücke um den Fluss zu queren för orkester (2012)
- Recherche sur le fond för orkester (2011)
- Schatten und Klarsein. Verser för Heinrich Kleist för sopran och stråkorkester (2010)
- Beschriftung der Tiefe von innen för 18 musiker (2010)
- Essay on Shadow and Truth för orkester (2007)
- Essay on Shadow and Truth (Chapter I) för orkester (2007)
- Living gardens för 19 musiker (2002/03)
- Paires d'alternances för orkester (2001)
- L'uno dall'altro för liten orkester (1993)
- Objet diaphane kammarsinfoni för 13 instrument (1993)

### Kammarmusik
- Chercher le chien för flöjt, basklarinett, trombon, violin, viola, violoncell och piano (2013/14)
- Tre acque con ombre för violin, viola, violoncell, klarinett och piano (2013)
- Seul avec des ombres för altflöjt solo (2011)
- Equal ways of difference, pianotrio (nr 2) (2011)
- More reasons for reality för basklarinett, flöjt, violin, violoncell och piano (2012)
- Running circles för två piano och två slagverk (2011)
- Schwebender Rand mit Verzweigung för två basklarinetter (2010)
- Waiting for T för trumpet, trombon, violoncell och slagverk (2009)
- Deixis för violoncell solo (2009)
- Cry för violoncell solo (2009)
- Far from distance för klarinett, violoncell och piano (2008)
- Scusi för tenorblockflöjt och piano (2008)
- Never real, always true för ackordeon solo (2008)
- Gran passo för piano (2006)
- Itinéraire för piano (2005)
- Inventaire de départ för ackordeon och elektronik (2005)
- Unknown friends för basklarinett, trombon, piano och slagverk (2003)
- Corps croisé för stråkkvartett (2002)
- Herzform, Krater för ackordeon (2001)
- Echoes, edges för piano (2001)
- Himmelsspalt för orgel (2000/01)
- Playing both ends towards the middle för violin och violoncell (2000)
- Merging strain för violoncello (1999)
- Peser ses mots för kontrabasblockflöjt/basblockflöjt, basklarinett/B-klarinett, piano, slagverk, violoncell och kontrabas (1997)
- Coq-à-l'âne för tre musiker med ljudframkallande objekt (1997)
- Alleanza d'archi för violin, viola och violoncell (1996)
- Klang und Schwebung för piano (1996)
- Champlève för violin, violoncell och piano (1994)
- Frames and fingers för tre slagverkare (1992)

### Vokalverk
Seither har skrivit ett trettiotal verk för solostämma eller kör.

### Webbkällor
- Werke und Literatur von Charlotte Seither i Deutsche Nationalbibliotheks katalog
- Charlotte Seithers hemsida
- Biografi och verklista hos Bärenreiter-Verlag